# Okręty liniowe typu Kongō

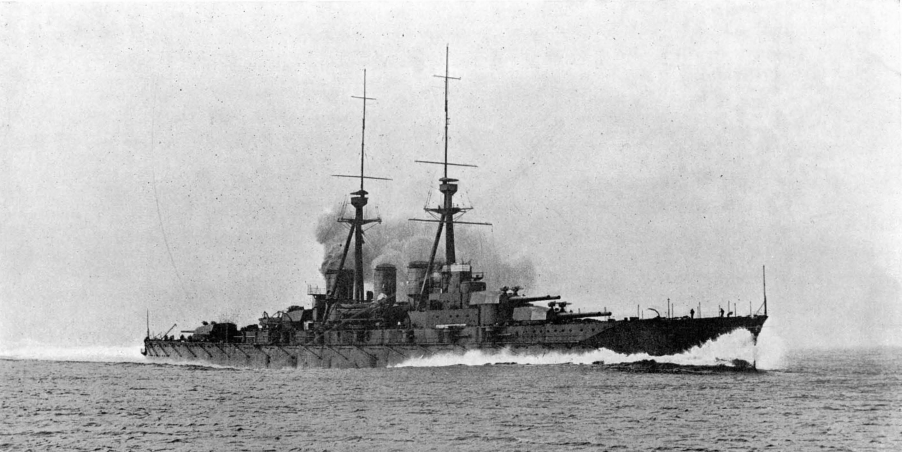
Pierwotny wygląd „Kongō” podczas I wojny światowej

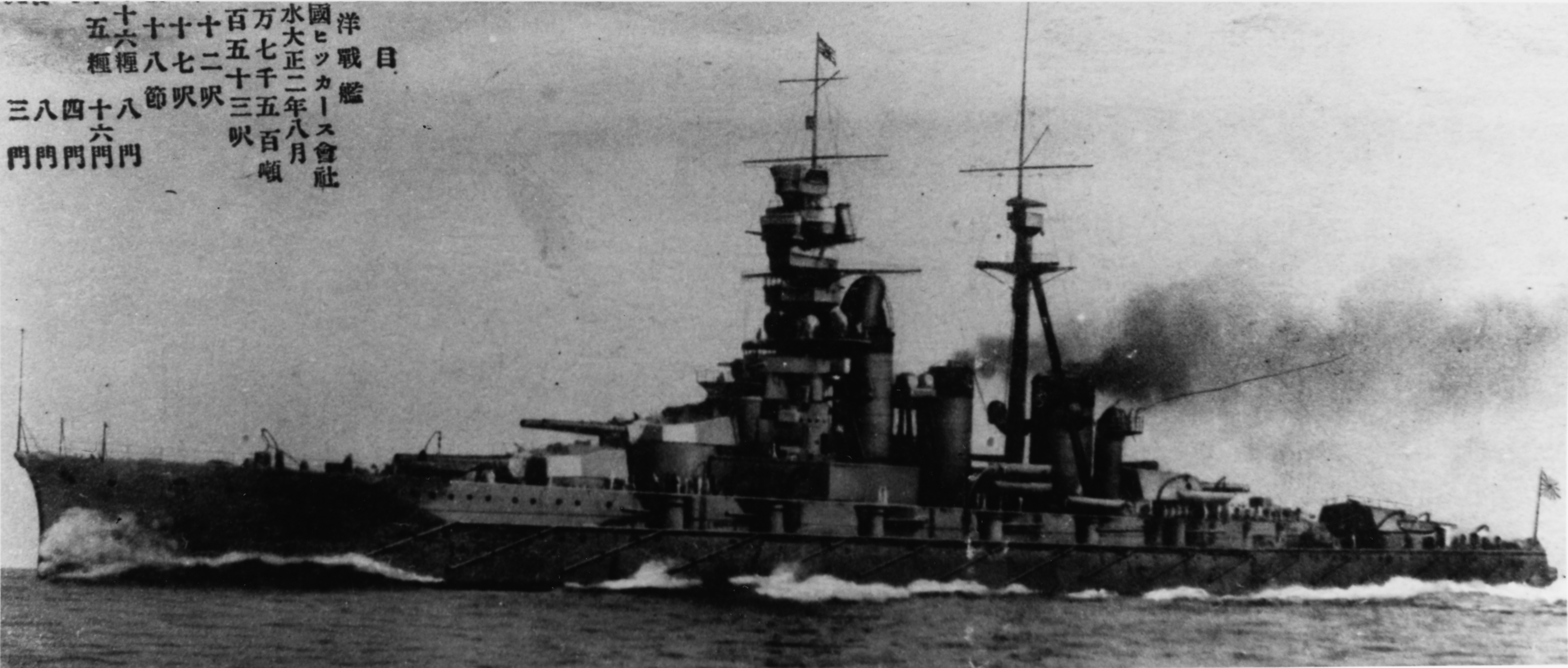
„Kongō” przed pierwszą rekonstrukcją

Kongō (金剛) – typ japońskich krążowników liniowych, w 1931 przeklasyfikowanych na pancerniki, z okresu obu wojen światowych, nazwany tak od imienia pierwszego okrętu typu. Składał się z 4 okrętów: „Kongō”, „Hiei”, „Kirishima” i „Haruna”. Gruntownie zmodernizowane w okresie międzywojennym, służyły aktywnie w licznych operacjach floty japońskiej podczas II wojny światowej, w toku której wszystkie zatopiono. Nazywane były „koniami roboczymi floty” ze względu na ich udział w licznych operacjach podczas wojny.

## Historia
Począwszy od końca XIX wieku, Japońska Cesarska Marynarka Wojenna, pomimo ograniczonej liczebności, dążyła do posiadania jak najnowocześniejszych okrętów liniowych, które stanowiły wówczas o sile flot wojennych. Japonia pozostawała wówczas w bliskich stosunkach, potwierdzonych sojuszem z 1902 roku, z Wielką Brytanią, będącą wtedy największą potęgą morską. Skutkiem tego, Japonia początkowo zamawiała nowoczesne okręty w Wielkiej Brytanii (jak np. „Mikasa”), a następnie japoński przemysł okrętowy podjął bliską współpracę z przemysłem brytyjskim. Wkrótce po pojawieniu się nowej klasy okrętów – krążowników liniowych, w 1909 postanowiono w Japonii zaprojektować własne krążowniki liniowe, o wyporności 19 000 ton, z typowym wówczas uzbrojeniem w działa kalibru 305 mm. Jednakże prace projektowe wstrzymano na wiadomość o rozpoczęciu prac w Wielkiej Brytanii nad nowymi krążownikami liniowymi typu Lion, uzbrojonymi w działa 343 mm. Następnie, w celu opracowania i budowy jak najnowocześniejszych okrętów tej klasy, w 1910 Japonia podpisała umowę o współpracy z brytyjską firmą Vickers.
Punktem wyjściowym do projektowania nowych okrętów był typ Lion, jednakże został on znacznie ulepszony przez firmę Vickers, we współpracy z morskim departamentem technicznym Japonii, opracowującym założenia projektowe. Głównym projektantem był Sir George Thurston. Jako uzbrojenie główne zastosowano opracowane przez Vickersa działa perspektywicznego i niestosowanego do tej pory na okrętach kalibru 356 mm (14 cali). Dzięki innemu rozmieszczeniu kotłowni, wieżę nr 3 artylerii głównej przeniesiono z miejsca na śródokręciu, pomiędzy dwoma kominami, w stronę rufy, co zapewniło lepszy kąt ostrzału. Zwiększono również kaliber artylerii pomocniczej ze 102 do 152 mm i liczbę wyrzutni torpedowych z 2 do 8. Siłownia okrętowa pozostała zbliżona do Liona – turbiny parowe o mocy 64 000 KM, pozwalające na uzyskanie prędkości 27,5 w. Nieco jednak zmniejszono opancerzenie pionowe – pas burtowy miał grubość 203 mm zamiast 229 mm, co było spowodowane zwiększeniem kalibru dział, pociągającym – według przewidywań – zwiększenie dystansu walki i przez to zmniejszenie liczby pocisków uderzających w pancerz pionowy. W górnej części pas pancerny miał grubość 152 mm, a na dziobie i rufie – 76 mm. W efekcie powstał projekt przewyższający Liona i będący w momencie powstania najnowocześniejszym krążownikiem liniowym świata. Projekt ten wywarł wpływ także na dalszy rozwój okrętów tej klasy budowanych dla marynarki brytyjskiej, w szczególności jego rozmieszczenie wież artylerii, które zastosowano w HMS „Tiger”, również projektu Thurstona
Główny okręt serii „Kongō” został zbudowany w Wielkiej Brytanii – zwodowany w 1912, wszedł do służby w 1913. Równolegle podjęto budowę trzech dalszych okrętów już w stoczniach japońskich. Przy budowie pierwszego „Hiei” jeszcze około 30% materiałów i mechanizmów było importowanych, lecz dwa ostatnie, rozpoczęte w 1912, budowane były już z materiałów japońskich.
| Nazwa            | Rozpoczęcie budowy, stocznia     | Wodowanie  | Wejście do służby | Los                  |
| ---------------- | -------------------------------- | ---------- | ----------------- | -------------------- |
| Kongō (金剛)     | 17.01.1911, Vickers, Birmingham  | 18.05.1912 | 16.08.1913        | zatopiony 21.11.1944 |
| Hiei (比叡)      | 4.11.1911, Yokosuka              | 21.11.1912 | 4.08.1914         | zatopiony 13.11.1942 |
| Kirishima (霧島) | 17.03.1912, Mitsubishi, Nagasaki | 1.12.1913  | 19.04.1915        | zatopiony 15.11.1942 |
| Haruna (榛名)    | 16.03.1912, Kawasaki, Kobe       | 14.12.1913 | 19.04.1915        | zatopiony 28.07.1945 |

## Modernizacje

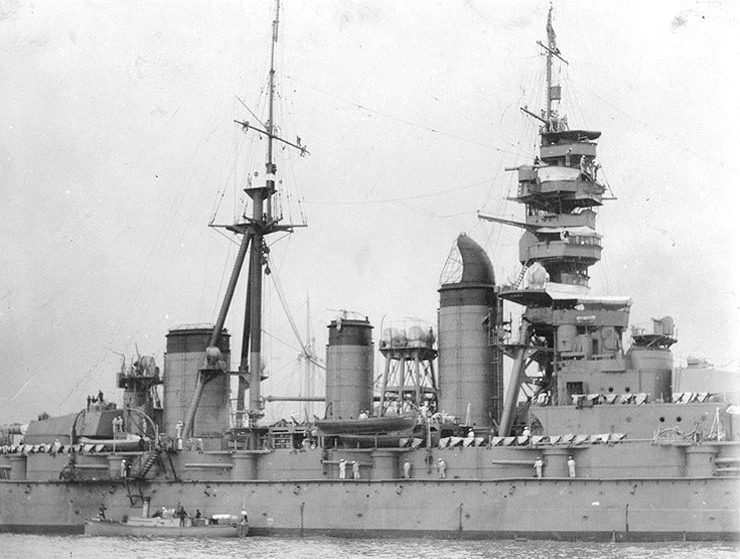
Śródokręcie „Kongō” po modernizacji nadbudówki, pod koniec lat 20

Po pierwszej wojnie światowej, okręty typu Kongō podlegały kilku daleko idącym modernizacjom, co spowodowane było ich dużą wartością bojową, a także ograniczeniami w budowie nowych okrętów liniowych, wprowadzonymi przez traktaty międzynarodowe. Już wkrótce po wojnie dodano na nich 4, od 1926 roku – 7 dział przeciwlotniczych kalibru 76 mm (nominalnie 8 cm). W latach 1920–1924 na poszczególnych okrętach zwiększono kąt podniesienia dział artylerii głównej z 25° do 33° (przez wycięcie większych otworów w pancerzu wież), co pozwoliło zwiększyć ich donośność z 25 800 m do 29 000 m Rozbudowano znacznie wzwyż nadbudówki dziobowe, obudowując trójnożny maszt dziobowy dodatkowymi pomieszczeniami, przez co począwszy od 1927 całość przyjęła charakterystyczny dla japońskich modernizowanych pancerników kształt wysokiej wieży o nieregularnym kształcie (tzw. „pagody”). Dziobowy komin na „Kongo” i „Hiei” uzyskał na szczycie odchylacz dymu.

### Pierwsza rekonstrukcja

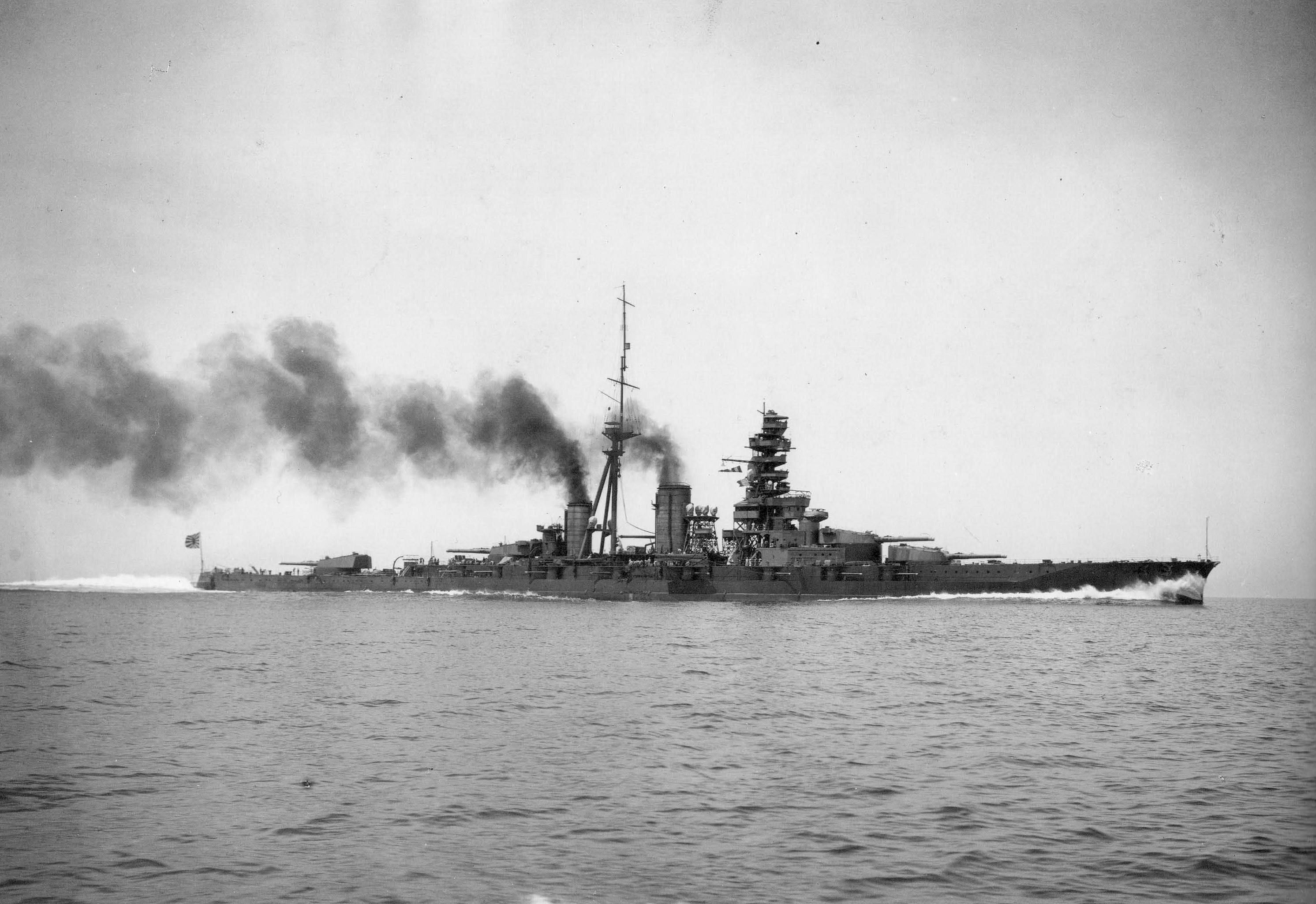
„Haruna” po pierwszej rekonstrukcji (1928)

W latach 1927–1931 trzy okręty: „Kongō”, „Kirishima” i „Haruna” poddano dużej modernizacji – rekonstrukcji („Kirishima” 1927-1930, „Haruna” 1927-1928, „Kongō” 1929-1931). Zwiększono wówczas grubość poziomego opancerzenia – pokładu pancernego nad siłownią do 80 mm i nad komorami amunicyjnymi do 120 mm, a także dachów wież i boków barbet, dodając ok. 3600 ton pancerza. W celu zwiększenia odporności przeciw wybuchom podwodnym, dodano na burtach dodatkowe przedziały przeciwtorpedowe – „bąble”, zwiększające szerokość okrętów o ponad metr. Zauważalną różnicę w wyglądzie stanowiło też usunięcie w tym okresie wytyków do sieci przeciwtorpedowych z burt. Stare kotły Yarrow w liczbie 36 zamieniono na 10 nowszych, o większej wydajności, co pociągnęło za sobą zlikwidowanie jednej kotłowni i dziobowego komina, zmniejszając tym samym liczbę kominów do dwóch (ostatni komin został przy tym przesunięty nieznacznie do przodu). Nastąpiło przejście na opalanie kotłów w większym stopniu paliwem płynnym (pojemność zbiorników zwiększono do 3229 t., zmniejszając ilość węgla do 2661 t). Wyporność standardowa okrętów wzrosła z 26 330 do 29 330 t, przy czym prędkość spadła w niewielkim stopniu, do 26 w. 30 maja 1931 roku okręty te również przeklasyfikowano z krążowników liniowych (jap. junyōsenkan) (która to klasa wygasła po I wojnie światowej) na pancerniki (jap. senkan, określane też w literaturze jako „szybkie pancerniki”).

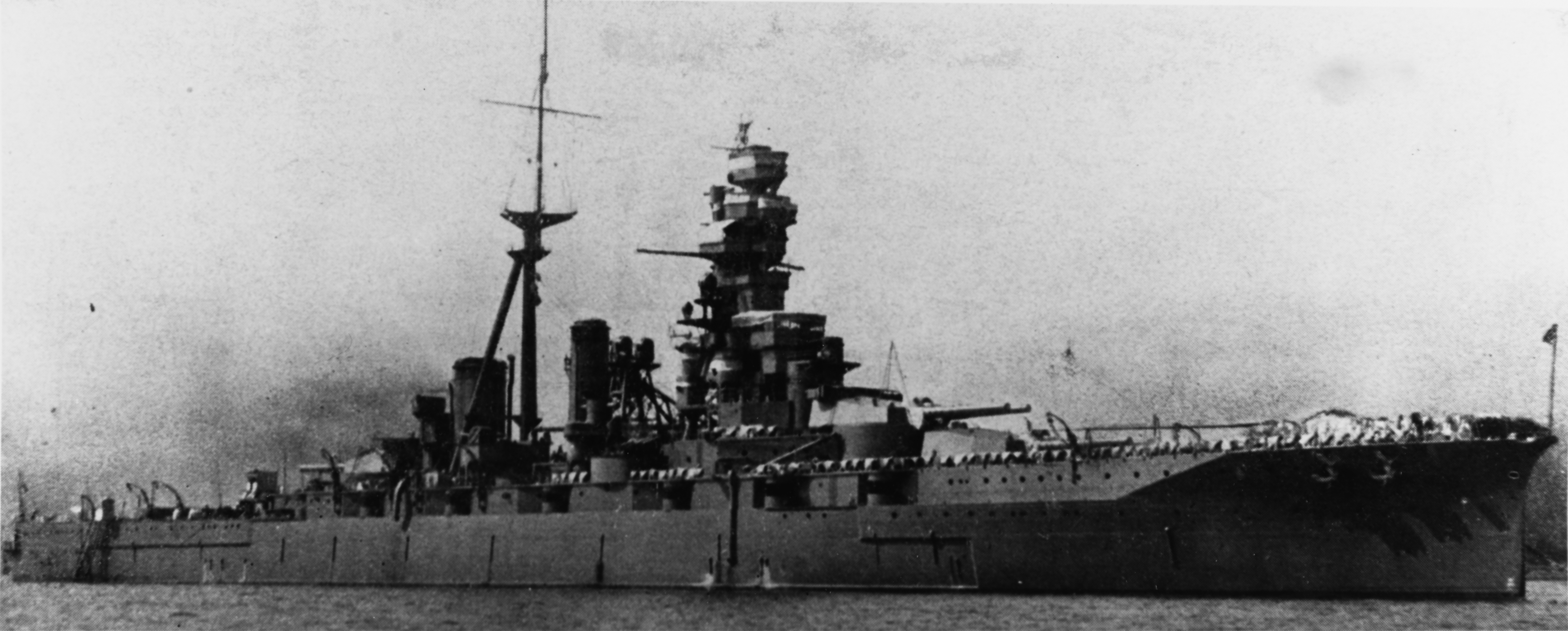
„Hiei” jako okręt szkolny w 1933 (widoczne miejsce po zdjętym pancerzu burtowym)

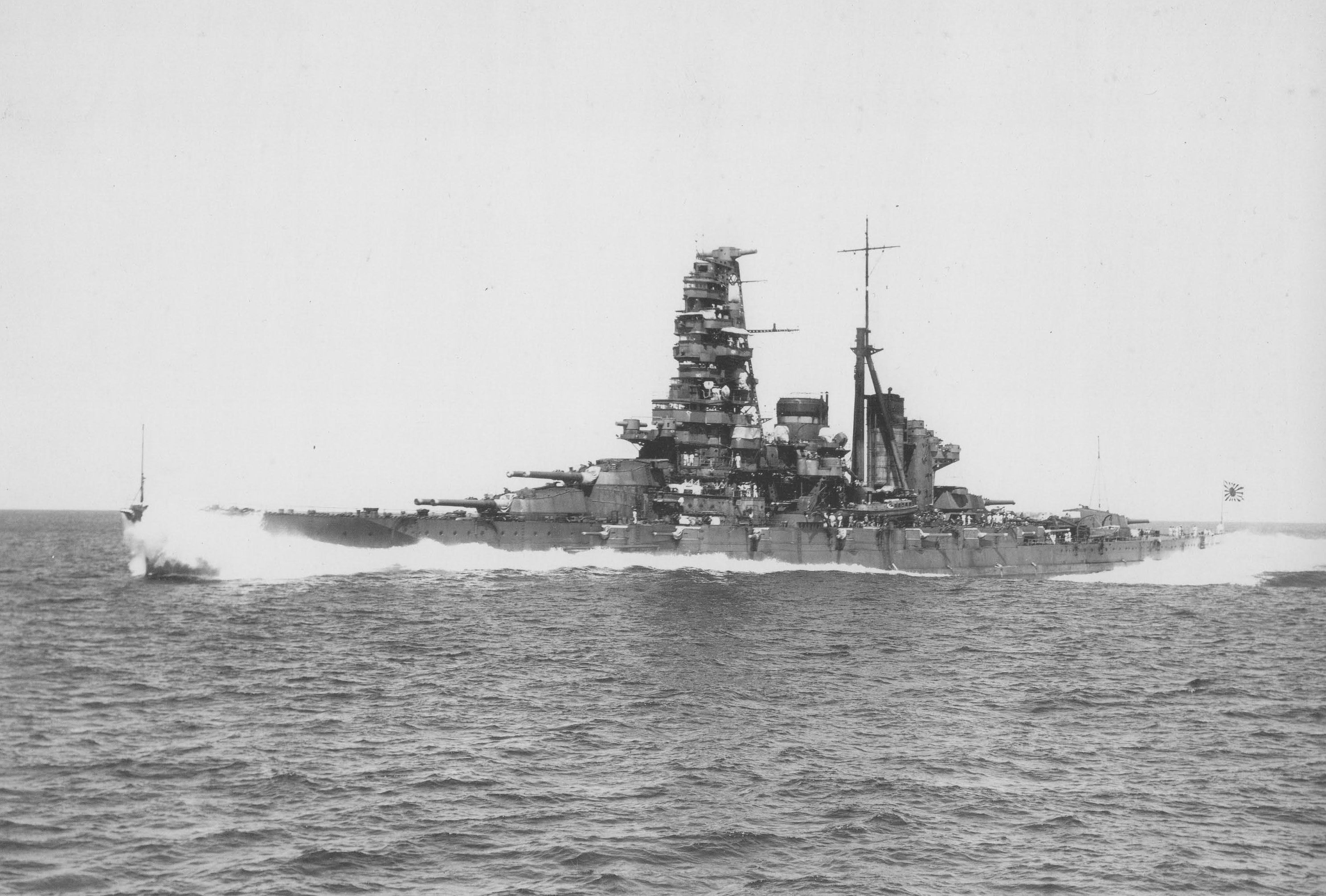
„Haruna” po drugiej rekonstrukcji (1934)

„Hiei” nie podlegał opisanej dużej modernizacji, gdyż z powodu konieczności ograniczenia liczby pancerników do 9, przyjętego przez Japonię w traktacie londyńskim w 1930, przebudowano go w latach 1929–1932 na szkolny okręt artyleryjski. Wymagało to zdjęcia z niego ostatniej rufowej wieży artylerii oraz burtowego pasa pancernego. Zmniejszono też liczbę kotłów i moc siłowni do 13 800 KM, co spowodowało spadek prędkości do 18 w i wyporności do 19 500 t. Także na nim usunięto dziobowy komin.
W latach 1932–1933 okręty wyposażono w katapultę dla wodnosamolotów rozpoznawczych między oboma rufowymi wieżami artylerii i wzmocniono uzbrojenie plot, zamieniając działa 76 mm na cztery podwójne stanowiska dział uniwersalnych 127 mm na śródokręciu i cztery działka 40 mm. Przestrzeń między nadbudówką dziobową a przednim kominem została zabudowana wysokimi platformami dla reflektorów i dalmierzy.

### Druga rekonstrukcja
Pomiędzy 1933 a 1940 wszystkie okręty poddano drugiej zasadniczej modernizacji, zamieniając ich stare siłownie turbinowe na nowoczesne, o ponad dwukrotnie większej mocy – 136 000 KM przy podobnych rozmiarach i mniejszej masie. Kotły o opalaniu mieszanym zamieniono na 8 lub 11 nowych kotłów opalanych mazutem. W celu zwiększenia prędkości, oprócz większej mocy siłowni, zoptymalizowano kształt kadłuba, wydłużając rufę okrętów o 7,6 m. Działania te spowodowały przyrost prędkości do 30,5 w i wzrost zasięgu okrętów. Ponownie zwiększono kąt podniesienia dział do 43°, przebudowując ich osadzenie, przez co zwiększono ich donośność z 29 000 m do 35 450 m. Zwiększono również donośność dział artylerii średniej 152 mm umieszczonych w kazamatach, przez zwiększenia kąta podniesienia z 15° do 30°, usuwając przy tym dwa działa z dziobowych kazamat. Przestarzałe działka plot 40 mm i wkmy 13,2 mm zamieniono na 10 podwójnie sprzężonych działek 25 mm Typ 96. Usunięto całkiem wyrzutnie torpedowe. Dalszej rozbudowie uległy dziobowe nadbudówki okrętów, a także podwyższono znacznie niewielką nadbudówkę rufową, za drugim kominem, który również został podwyższony. W latach 1933–1934 przebudowie podlegała „Haruna”, w latach 1934–1936 „Kirishima”, w latach 1935–1937 „Kongō”, a w końcu w latach 1936–1940 „Hiei”, który ponownie stał się pełnowartościowym okrętem bojowym, doprowadzonym do standardu pozostałych. Poszczególne okręty różniły się od siebie szczegółami, m.in. „Hiei” miał smuklejszą nadbudówkę dziobową, a „Haruna” wyższy drugi komin.
W latach 1939–1941 wzmocniono jeszcze nieco pancerz, głównie barbet artylerii, dodając 419 t. pancerza. „Kirishima” i „Hiei” nie przechodziły już dalszych modernizacji, natomiast na początku 1943 na istniejących jeszcze „Kongō” i „Haruna” wzmocniono uzbrojenie przeciwlotnicze do 6 podwójnych stanowisk dział 127 mm i 17 podwójnych stanowisk działek 25 mm, zdejmując z nich jednocześnie po 6 dział 152 mm z kazamat i pozostawiając 8. W lecie 1944 nastąpiło dalsze wzmocnienie lekkiej artylerii plot, do 94 działek 25 mm na „Kongō” i do 100, a następnie 117 na „Harunie” (30 potrójnych, 2 podwójne i 23 pojedyncze).

## Służba podczas II wojny światowej (w skrócie)
Podczas II wojny światowej pancerniki typu Kongō służyły w 20. Dywizjonie. Używane były we wszystkich głównych początkowych operacjach ofensywnych floty japońskiej jako ochrona lotniskowców, nie biorąc jednak bezpośredniego udziału w walkach lotniczo-morskich. Bezpośrednio w walce zostały użyte dopiero w starciach o Guadalcanal na Wyspach Salomona, podczas których dwa zostały utracone.
„Hiei” został poważnie uszkodzony w nocnej I bitwie pod Guadalcanal z 12 na 13 listopada 1942 przez amerykańskie ciężkie i lekkie krążowniki i niszczyciele, otrzymując około 85 trafień, w tym ok. 50 pocisków kalibru 203 mm z małej odległości. Wprawdzie nie zagroziły one pływalności okrętu, nie przebijając pancerza, lecz spowodowały liczne pożary w nadbudówkach i utratę sterowności. W konsekwencji, 13 listopada 1942 w dzień został ciężko uszkodzony przez amerykańskie lotnictwo (trafiony 4 bombami i 4 torpedami) i wobec niemożności ewakuacji okrętu do bazy, został dobity torpedami przez japońskie niszczyciele.

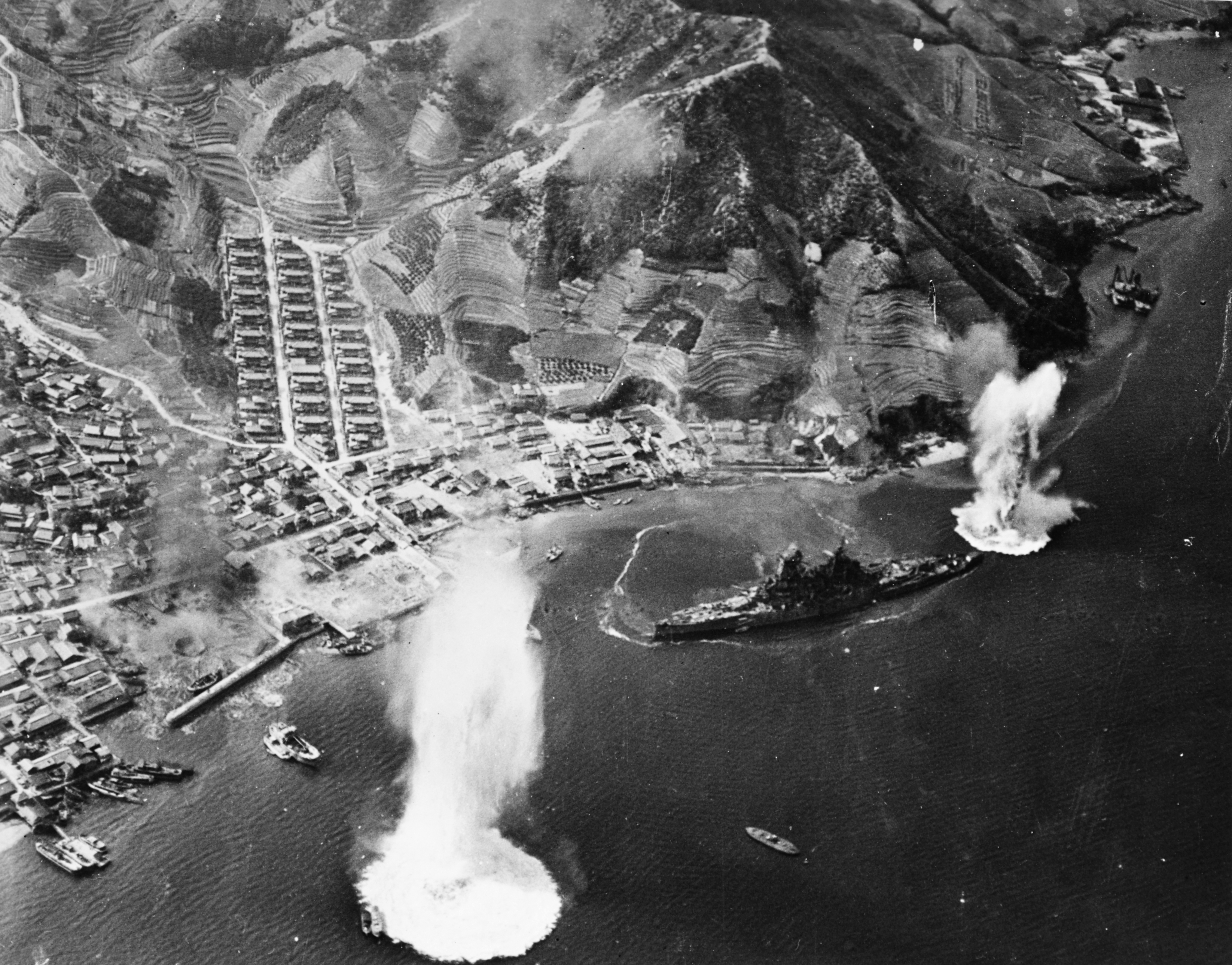
„Haruna” pod bombami 28 lipca 1945

„Kirishima” brał udział m.in. w pierwszej bitwie pod Guadalcanal. Dwa dni później, w nocy z 14 na 15 listopada 1942, podczas II bitwy pod Guadalcanal zdołał uszkodzić amerykański pancernik USS „South Dakota”, lecz następnie został sam ciężko uszkodzony przez pancernik USS „Washington”, otrzymując 9 trafień pociskami 406 mm i ok. 40 pociskami 127 mm. Utraciwszy sterowność i ogarnięty pożarami, zatonął 15 listopada 1942.
„Kongō” został 21 listopada 1944 storpedowany przez amerykański okręt podwodny USS „Sealion” w Cieśninie Tajwańskiej, otrzymując trafienia (według różnych źródeł) od 1 do 3 torped, po czym zatonął.
„Haruna” 13 czerwca 1944 został uszkodzony przez amerykańskie lotnictwo pokładowe. Następnie, został zatopiony przez amerykańskie lotnictwo w bazie Kure, na płytkiej wodzie, na skutek nalotów 24 i 28 lipca 1945. Po wojnie złomowany.

## Dane techniczne
po zbudowaniu:
- wyporność:
  - standardowa: 26 330 t
  - pełna: 28 700 t
- wymiary:
  - długość: 214,9 m
  - szerokość: 28 m
  - zanurzenie: 8,4 m
- napęd: 4 turbiny parowe o mocy łącznej 64 000 KM, 36 kotłów parowych o mieszanym opalaniu, 4 śruby
- prędkość maksymalna: 27,5 w
- zasięg: 8000 mil morskich przy prędkości 14 w
- zapas paliwa: 4230 t (węgiel) i 1000 t (ropa)
- załoga: 1221

po modernizacji pod koniec lat 30.:
- wyporność:

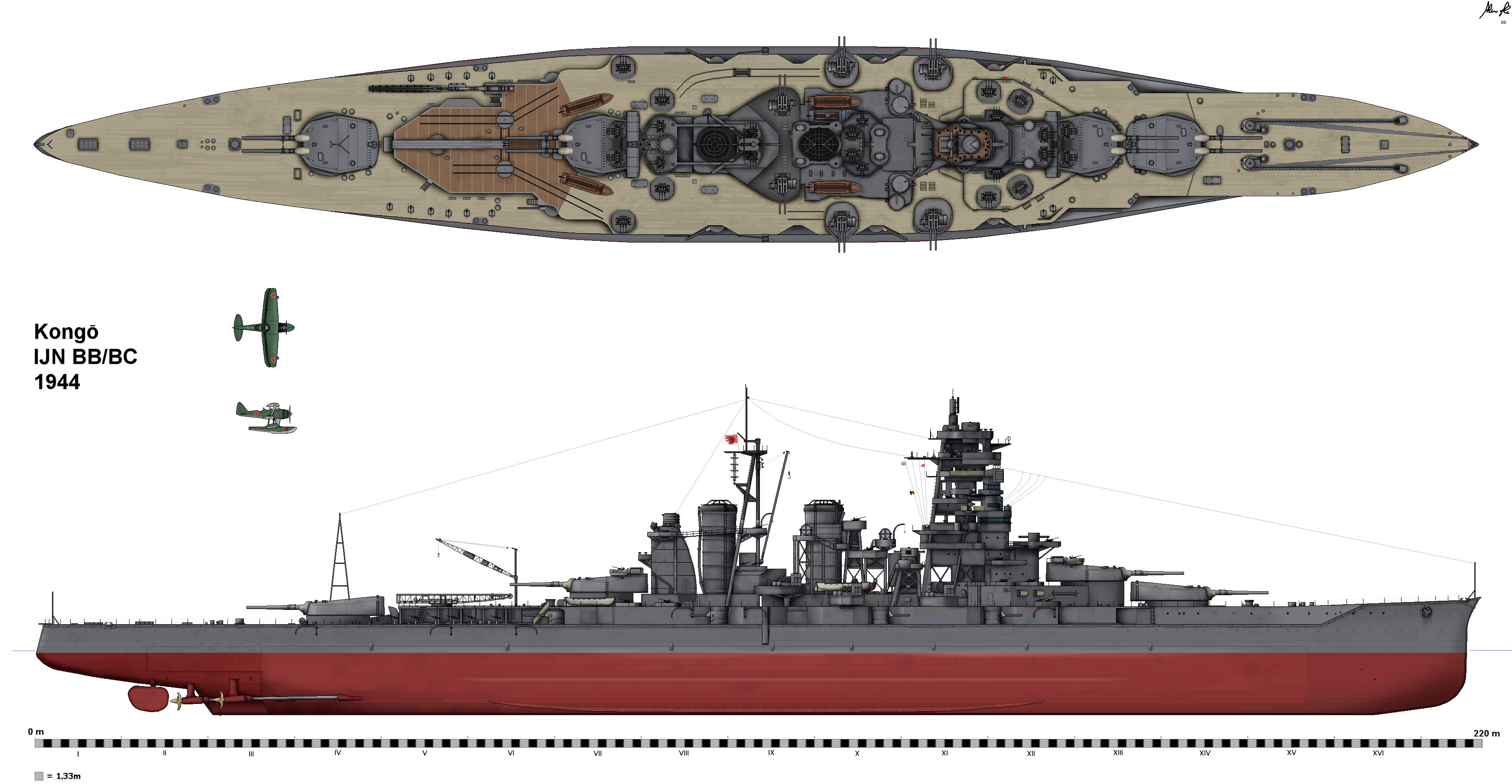
„Kongō” w 1944

  - standardowa: 31 720 („Kongō”) – 32 350 („Hiei”)
  - pełna: 38 200 – 38 900 t
- wymiary:
  - długość: 222 m
  - szerokość: 29,3 m
  - zanurzenie: 9,7 m
- napęd: 4 turbiny parowe o mocy łącznej 136 000 KM, 8 („Kongo”, „Kirishima”) lub 11 („Hiei”, „Haruna”) kotłów parowych, 4 śruby
- prędkość maksymalna: 30,3 w
- zasięg: 10 000 mil morskich przy prędkości 18 w
- zapas paliwa: 6330 t. (mazut)
- załoga: 1437

Uzbrojenie i wyposażenie:
- po wejściu do służby:
  - 8 dział kalibru 356 mm (nominalnie 36 cm) Typ 43 (brytyjskie) lub Typ 41 (japońskie), w wieżach dwudziałowych (4xII)
    - długość lufy L/45 (45 kalibrów), donośność 25 800 m, kąt podniesienia -5°+25°, masa pocisku 635 kg, szybkostrzelność – 2 strz./min, zapas amunicji ok. 90 na działo[4]

  - 16 dział 152 mm w kazamatach (16xI)
  - 4-8 dział przeciwlotniczych 76 mm (nominalnie 8 cm, dodane ok. 1918)
  - 8 podwodnych wyrzutni torpedowych 533 mm

- po modernizacjach, pod koniec lat 30.:
  - 8 dział kalibru 356 mm (nominalnie 36 cm) Typ 43 lub Typ 41 w wieżach dwudziałowych (4xII)
    - długość lufy L/45, donośność maksymalna 35 450 m, kąt podniesienia -5°+43°, masa pocisku 673,5 kg (AP) / 625 kg (HE) / 622 kg (szrapnel), szybkostrzelność – 2 strz./min, zapas amunicji ok. 90 na działo[4]

  - 14 dział 152 mm w kazamatach (ilość zmniejszana do 8 w 1943)
  - 8 dział uniwersalnych 127 mm Typ 89 (4xII)
    - długość lufy L/40, donośność w poziomie 14 800 m, w pionie 9400 m, kąt podniesienia -7°+90°, masa pocisku 23–23,45 kg, szybkostrzelność – 8-14 strz./min[7]

  - 20 działek przeciwlotniczych 25 mm Typ 96 (10xII) (ilość zwiększana w latach 1943–1944, maksymalnie do 94 – 117)
  - 3 wodnosamoloty: 2 Nakajima E8N i 1 Kawanishi E7K, późn. Aichi E13A i Mitsubishi F1M, 1 katapulta

Opancerzenie:
- pas burtowy: 203 – 76 mm
- wewnętrzny pokład pancerny: 120 – 80 mm (po modernizacji)
- wieże i barbety: do 229 mm
- kazamaty: 152 mm
- masa pancerza: 10 732 t. (po modernizacji)